# Institut néerlandais de recherche spatiale
Le Netherlands Institute for Space Research est une agence scientifique néerlandaise responsable de la promotion, de la coordination et du support des activités de recherches en astronautique aux Pays-Bas. Également, elle conçoit des instruments satellitaires pour l'astrophysique et les sciences de la Terre.
Le SRON est fondé en 1983 sous le nom de Stichting Ruimteonderzoek Nederland ou Space Research Organisation Netherlands (SRON). Parmi ses actionnaires se trouvent l'ESA et la NASA. Il est supervisé par un conseil d'administration composé de membres issus de la communauté scientifique qui surveillent ses activités quotidiennes.
Le SRON exploite deux centres de recherches aux Pays-Bas. Le principal est situé à Utrecht, alors que l'autre est situé à Groningue.